# Mersin Arena
Mersin Arena – stadion piłkarski w Mersinie, w Turcji. Został otwarty 20 czerwca 2013 roku. Może pomieścić 25 534 widzów. Swoje spotkania rozgrywają na nim piłkarze klubu İçel İdmanyurdu.
O budowie nowego stadionu w Mersinie zadecydowano po otrzymaniu w 2011 roku przez to miasto prawa do organizacji 17. Igrzysk Śródziemnomorskich w 2013 roku. Planowany stadion określano początkowo jako „Olimpijski”, a jego pojemność miała wynosić 30 000 widzów. Ostatecznie skalę projektu nieco zmniejszono, widownię zredukowano do ponad 25 000 widzów, a obiekt powstał jako typowo piłkarski stadion. Budowa areny rozpoczęła się w lutym 2012 roku i trwała do maja 2013 roku. Podczas igrzysk śródziemnomorskich obiekt nie gościł żadnych wydarzeń sportowych, a jedynie ceremonie otwarcia i zamknięcia imprezy (ceremonia otwarcia była jednocześnie otwarciem samego stadionu). W 2014 roku na stadion wprowadzili się piłkarze klubu Mersin İdman Yurdu, którzy dotąd występowali na Tevfik Sırrı Gür Stadyumu. W 2019 roku klub ten zakończył działalność, ale w jego miejsce powstał İçel İdmanyurdu, który został nowym gospodarzem stadionu.